# Закон про ліквідацію бідування народу та держави

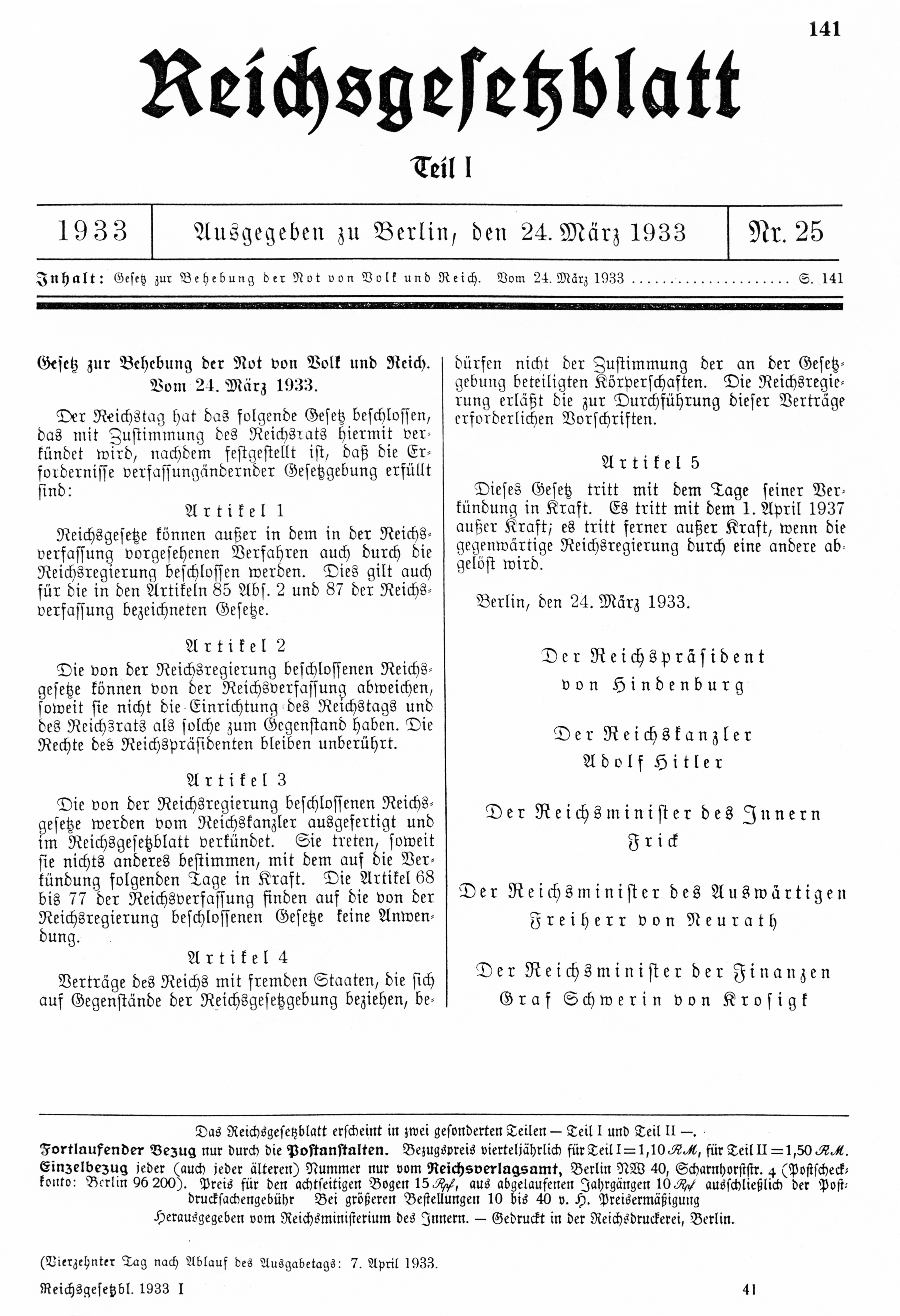
Текст закону німецькою мовою

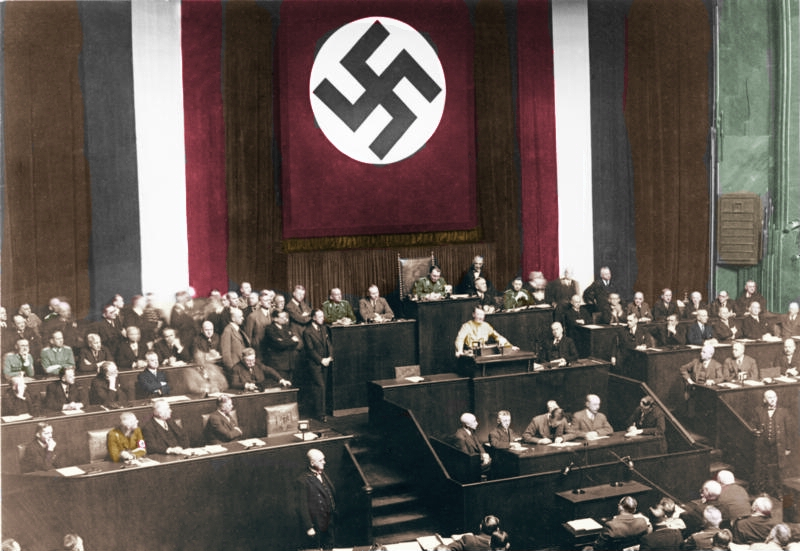
Адольф Гітлер проголошує закон з трибуни Рейхстаґу

Закон про ліквідацію бідування народу та держави (нім. Gesetz zur Behebung der Not von Volk und Reich, неофіційно Закон про надзвичайні повноваження (нім. Ermächtigungsgesetz)) — нормативний акт, прийнятий Рейхстаґом і затверджений президентом Гінденбургом 24 березня 1933 року під тиском Націонал-соціалістичної робітничої партії Німеччини. Закон скасовував громадянські свободи й передавав надзвичайні повноваження уряду на чолі з райхсканцлером Адольфом Гітлером. Став завершальним етапом захоплення націонал-соціалістами влади у Німеччині.

## Політична ситуація
30 січня 1933 року рейхспрезидент Німеччини Пауль фон Гінденбург призначив райхсканцлером (главою уряду) лідера націонал-соціалістів Адольфа Гітлера. Президентським декретом 1 лютого був розпущений рейхстаґ і призначені нові вибори.
27 лютого 1933 року стався підпал рейхстаґу, у якому звинуватили комуністичну партію. Після цього у Німеччині почалася кампанія терору проти лівих. Наступного дня після підпалу, 28 лютого, рейхспрезидент Гінденбург видав два декрети: «Про захист народу і держави» та «Проти зради німецького народу й підступів зрадників батьківщини». Було припинено дію конституційних прав та свобод.
5 березня відбулися вибори до рейхстаґу, на яких націонал-соціалісти отримали 43,91 % голосів. Спеціальною постановою була заборонена Комуністична партія Німеччини, мандати, які повинні були за підсумками минулих виборів дістатися депутатам-комуністам (81 мандат), анулювані, близько чверті опозиційних націонал-соціалістам депутатів Соціал-демократичної партії були заарештовані, вислані або знаходилися у підпіллі.

## Прийняття закону
Згідно ст. 76 Веймарської конституції, для надання широких повноважень, які мали характер законів, що суперечать або змінюють норми конституції, була потрібна кваліфікована більшість у 2/3 голосів (присутність 2/3 членів рейхстаґу й згода 2/3 присутніх депутатів). За підсумками виборів 5 березня 1933 року націонал-соціалістам дісталося тільки 288 мандатів з 647. Після анулювання 81 мандату, що належали обраним на цих виборах депутатам-комуністам, число депутатів рейхстаґу скоротилось з 647 до 566 і для прийняття акту по зміні конституції знадобиться вже не 423, а лише 378 голосів.
Голосування за законопроєкт відбувалося в обставі, коли будівля, в якій засідали депутати, була оточена загонами СА. Гітлер провів переговори з лідером Партії центру Людвігом Каасом і умовив його підтримати законопроєкт в обмін на отримані від Гітлера усні гарантії свободи церкви. Соціал-демократи планували зірвати кворум, бойкотуючи засідання, проте керівництво рейхстаґу на чолі з Германом Герінгом змінило процедуру, згідно з якою відсутність з нешанобливої причини не враховувалася як основа для визначення кворуму. Таким чином бойкот втрачав сенс і соціал-демократи взяли участь в засіданні.
За закон проголосували 441 депутат, проти проголосували усі 94 депутати від СДПН.

## Зміст
Закон складається з п'яти статей. У статті 1 імперському уряду надаються повноваження з видання державних законів. Статтею 2 допускається, що видані таким чином закони можуть містити відступи від конституції Німеччини, за винятком питань про повноваження рейхстаґу і рейхсрату, а також прав Рейхспрезидента. Стаття 3 визначає, що закони оформляються райхсканцлером і набувають чинності з дня публікації в офіційному виданні (газеті «Reichsgesetzblatt»). Стаття 4 надає уряду рейху повну свободу дій при укладенні зовнішньополітичних договорів. Стаття 5 встановлює термін дії вказаних повноважень, надаючи їх «уряду, що перебуває зараз при владі».
Спочатку дія закону обмежувалося періодом часу до 1 квітня 1937 року. Проте, 30 січня 1937 року Рейхстаґ, на той час безумовно підконтрольний націонал-соціалістичному уряду, продовжив його дію ще на чотири роки. Двома роками пізніше, 30 січня 1939 року, рішення про продовження дії закону на той же термін (тобто до 1943 року) прийняв так званий Великонімецький рейхстаґ, скликаний в 1938 році після аншлюсу Австрії і анексії Судетськой області. І, нарешті, 10 травня 1943 року особливий декрет, виданий тепер вже особисто Гітлером, подовжував дію закону на необмежений термін. В результаті Закон про надзвичайні повноваження діяв до самого падіння Третього рейху.

## Наслідки
Закон остаточно закріпив у Німеччині диктатуру націонал-соціалістів. Як пише Михайло Марченко, закон в максимальному ступені вихолостив демократичну на той період Веймарську конституцію. Передача імперському уряду законодавчих повноважень знищувала розділення законодавчої та виконавчої влади у користь останнього, а надані уряду повноваження з видання законів, що суперечать конституції, знецінювали й саму цю конституцію. Рейхстаґ з дієздатного законодавчого органу перетворювався у декоративний придаток націонал-соціалістичного режиму.